# 771 TCN
771 TCN là một năm trong lịch La Mã.

## Sự kiện
- Bộ tộc Khuyển Nhung ở phía tây Trung Quốc tấn công vào lãnh thổ nhà Chu, bắt sống vua Chu U vương, nhà Tây Chu diệt vong.

## Mất
- Bao Tự (không chắc năm mất)